# Carbutaeloa
Der Carbutaeloa ist ein osttimoresischer Fluss im Verwaltungsamt Bazartete (Gemeinde Liquiçá). Wie die meisten kleineren Flüsse im Norden Timors fällt auch der Carbutaeloa außerhalb der Regenzeit trocken.

## Verlauf
Im Grenzgebiet der Sucos Metagou und Fatumasi entspringen die Flüsse Nunupupolo und Hatunapa. Sie fließen nach Norden ab. Der Nunupupolo durchquert Maumeta, bevor er sich mit dem Hatunapa an der Grenze zwischen Maumeta und dem Suco Lauhata bei den Orten Caimegohou und Darmudapu zum Carbutaeloa vereint. Der Fluss folgt der Grenze, bis er schließlich ein kleines Stück von Lauhata durchquert und in der Aldeia Pissu Craic in die Straße von Ombai mündet.